# Acido nonacosanoico
L'acido nonacosanoico o nonacosilico  è un acido grasso saturo con 29 atomi di carbonio e formula di struttura: CH3(CH2)27COOH. 
Come la maggior parte degli acidi grassi saturi lineari con un numero dispari di atomi carbonio, l'acido nonacosanoico si presenta raramente e a basse concentrazioni in natura. La sua presenza è comunque stata rilevata nei gliceridi, cere o fosfolipidi vegetali o animali da alcune ricerche.
In natura può essere individuato:
- nei gliceridi dell'olio di semi di  Rhododendron luteum (≈ 0,2%)[1]
- negli esteri cerosi (esteri di alcoli grassi) della cera montana
- nei lipidi cutanei, specialmente ceramidi, dell'uomo,[2] nei lipidi della sostanza bianca del cervello[3] e del follicolo sebaceo.[4]